# Пюрдьё, Александр Каллендер
Александр Каллендер Пюрдьё (25 декабря 1824 — 24 июня 1899) — новозеландский натуралист и ботаник.

## Биография
Родился в Шотландии. Вместе с женой Эллен эмигрировал в Новую Зеландию из Глазго на борту судна «Pladda» в 1860 году и поселились в Данидине. В 1869 стал одним из основателей Института Отаго, а в 1872 — Отагского клуба полевых натуралистов. Также до конца жизни был связан с музеем и затем университетом Отаго.
Умер в Данидине. Его пережили сын и дочь. Жена скончалась примерно за 9 лет до смерти учёного.
Описал вид птиц Ixobrychus novaezelandiae (Purdie, 1871). В его честь названы растения Helichrysum purdiei и Boronia purdieana.
Сын Пюрдьё Алекс (ок. 1861—1905) добыл типовой экземпляр вида чешуекрылых Ichneutica purdii, который был назван Ричардом Уильямом Фередеем в его честь.